# هوارد رادفورد
هوارد رادفورد (بالإنجليزية: Howard Radford)‏ (8 سبتمبر 1930 في المملكة المتحدة - 22 يناير 2022) هو لاعب كرة قدم بريطاني في مركز حراسة المرمى. لعب مع نادي بريستول روفيرز.